# Lathys albida
Lathys albida är en spindelart som beskrevs av Willis J. Gertsch 1946. Lathys albida ingår i släktet Lathys och familjen kardarspindlar. Inga underarter finns listade i Catalogue of Life.